# Borówek (gmina Latowicz)
Borówek – wieś sołecka w Polsce, położona w województwie mazowieckim, w powiecie mińskim, w gminie Latowicz. 
W latach 1526–1795 wieś należała do starostwa latowickiego. W latach 1795–1809 – pod zaborem austriackim. Od 1809 r. w Księstwie Warszawskim, guberni warszawskiej, powiecie siennickim, a od 1866 r. w powiecie mińskim (od 1868 nazwa powiatu nowomiński). W latach 1870–1954 należała do gminy Wielgolas, w latach 1955-1972 – do Gromadzkiej Rady Narodowej w Wielgolesie. Od 1973 r. należy do gminy Latowicz. 
W latach 1919–1939 wieś znajdowała się w granicach województwa warszawskiego, 1939-1945 w Generalnym Gubernatorstwie, 1946-1975 w województwie warszawskim, od 1972 do 1998 r. – w granicach województwa siedleckiego. Od 1999 r. znajduje się w województwie mazowieckim.
Wierni Kościoła rzymskokatolickiego należą do parafii Matki Bożej Różańcowej w Wielgolesie.

## Historia
Najstarsze ślady osadnicze to narzędzia krzemienne z okresu neolitu i ceramika z epoki żelaza. We wczesnym średniowieczu istniała tu osada. Pierwsze wzmianki o wsi pochodzą z 1613 r., liczyła wówczas 6 domów. W 1662 r., odnotowano 10 mieszkańców. 
W 1789 r. było we wsi 11 domów i 12 rodzin, o nazwiskach: Wójcik, Paudyna, Kupiec, Burski, Cygan, Mazek, Stanieta, Zwierz. W 1880 r. wieś liczyła 18 domów i około 110 mieszkańców. 
Pod koniec XIX w. powstała szkoła elementarna, która istniała do 1939 r. W 1950 r. powstało Koło Gospodyń Wiejskich. W 1970 r. wieś liczyła 95 mieszkańców, a w 2000 r. 81 mieszkańców. Przyrost naturalny w latach 1970-2000 wyniósł -14,7%. W 1988 r. we wsi było 18 domów, w 2009 r. - 20 domów.

## Etymologia
Nazwa topograficzna związana z roślinnością: wieś otaczają bory i rosnące w nich borówki.

## Zabytki
- We wsi znajdują się dwie, murowane kapliczki wzniesione w 1995 r.: słupowa, dwukondygnacyjna, tynkowana, z fundacji Zbigniewa Żaczka, druga – ufundowana przez mieszkańców wsi.